# Johannes Skagius
Erik Johannes Skagius, född 10 februari 1995 i Sollentuna, är en svensk simmare och rekordhållare med svenska rekordet på 50 meter bröstsim på både kortbana och långbana, tidigare även på 100 meter kortbana. Skagius har även det nordiska rekordet på 50 m bröstsim långbana och tidigare på 100 m bröstsim kortbana. Han tog sig till final i VM i Barcelona 2013.
Skagius tog junior-EM-guld i bröstsim under tävlingarna i Poznań i början av juli 2013.
Skagius vann guld på 100 m bröstsim i ungdoms-OS i juli 2011 i Trabzon i Turkiet.